# Sveučilište La Sapienza
Rimsko sveučilište Sapienza (talijanski: La Sapienza - Università di Roma), poznato u skraćenoj verziji Sapienza, državno je i istraživačko sveučilište smješteno u Rimu. Sapienza je najveće europsko sveučilište i jedno od najstarijih u povijesti, osnovano 1303. godine. Riječ je i o najprestižnijem talijanskom sveučilištu, prvorangiranom na nacionalnoj i južnoeuropskoj ljestvici sveučilišta.
Većina talijanske vladajuće poslovne i političke elite studirala je na Sapienzi koja je do 1982.g. bilo jedino državno sveučilište u Rimu.  Dug je niz uglednih almunia obrazovanih na Sapienzi, među kojima su mnogi nobelovci, predsjednici Europskog parlamenta i europski povjerenici, čelnici nekoliko naroda, religijski uglednici, umjetnici, znanstvenici i astronauti.
Na svjetskoj ljestvici - Top 10 QS World University Rankings by Subject- koja rangira po izvrsnosti najbolja sveučilišta u svijetu u 48 disciplina i 5 makro područja studija, Sapienza je najbolje sveučilište u svijetu na području antičkih znanosti, nadmašivši pritom Cambridge (2°), Oxford (3°) i Harvard (5°). Sapienza ulazi, također, u Top 10 za arheologiju (9°), zatim  među Top 50 za fiziku i astronomiju (39°), za opće prirodne znanosti (50°) i za izvedbene umjetnosti (30 °). Riječ sapienza znači mudrost ili znanje.
Povijesna zgrada Sapienze nalazi se uz baziliku Sveti Petar u okovima. Osnovao ju je papa Bonifacije VIII. 1303. godine.

## Didaktika i ustroj u brojkama
S više od 700 godina povijesti, kapaciteta od 112.000 studenata, 4.000 docenata i 2.000 službenika, tehničara i knjižničara, kao i 2.000 nadležnog osoblja u bolnicama, Sapienza je prvo sveučilište u Europi.  Uz impozantnu veličinu, kapacitet i javni karakter Sapienzu odlikuju mobilnost, profiliranost, autonomnost, znanstveni i društveni utjecaj tipičan za najbolja svjetska sveučilišta.
  Edukacijski ustroj Sapienze uključuje više od 270 preddiplomskih i diplomskih smjerova, od kojih je više od 30 na engleskom jeziku, zatim više od 200 postdiplomskih master programa, otprilike 80 doktorskih studija i 80 specijalističkih usavršavanja.
  Visokoškolsko studiranje na ovom sveučilištu, bazirano na principu izvrsnosti, je besplatno za odlične studente. Naime, polaznici s maksimalnim srednjoškolskim prosjekom ocjena su oslobođeni školarina uz uvjet da i tijekom studija održavaju visoki prosjek. Za obitelji koje imaju više od jednog djeteta pri upisu se ostvaruje popust ovisno o broju uzdržavane djece; potom studiranje je besplatno za studente čiji obiteljski godišnji prihod ISEE ( Indicatore di Situazione Economica Equivalente) ne prelazi 14.000 eura dok su olakšice predviđene i za one čiji prihod ISEE ne prelazi € 40,000.
  Sveučilište sadrži 55 knjižnica (od kojih 3 imaju čitaonice otvorene 24 sata ), 18 muzeja, deskove za  informiranje CIao i Hello, zatim informacijsku mrežu šaltera Sort po fakultetima, odjel za prava osoba s invaliditetom, odjel za nalaženje postdiplomskog zaposlenja Placement Job Soul, uz ostalo sveučilišni kompleks koristi razgranatu internu poštansku i informatičku mrežu te internacionalni tim za odnose  s javnošću.
  Sapienza promovira brojne kulturne, društvene i sportske aktivnosti unutar svojih kampusa s više od 100 tisuća četvornih metara objekata za sve vrste sportova, razne orkestre i zborove u sklopu Musica Sapienza, izvedbene programe Theatron, web radio RadioSapienza itd.
  Studentska populacija Spianze obuhvaća više od 30.000 studenata van prebivališta, otprilike 8.000 stranih studenata i više od 3.300 studenata godišnje na međunarodnoj razmjeni. Zahvaljujući razgranatoj mreži suradnje sa sveučilištima diljem svijeta, Sapienza nudi svojim studentima brojne međunarodne prilike, uključujući dvostruko diplomiranje, stipendije za inozemstvo, stažiranja u raznim europskim i izvaneuropskim zemljama, međunarodne doktorate.

## Poznati studenti
- papa Lav XIII.
- Maria Montessori, liječnica i pedagoginja[6]
- Mario Draghi, predsjednik vlade Republike Italije i prijašnji predsjednik Europske središnje banke[6][7]

## Vanjske poveznice
- Nasilje laicističke manjine, piše Darko Grden, Glas Koncila, 4 (1753) | 27. siječnja 2008.